# Réserve naturelle du Khanka

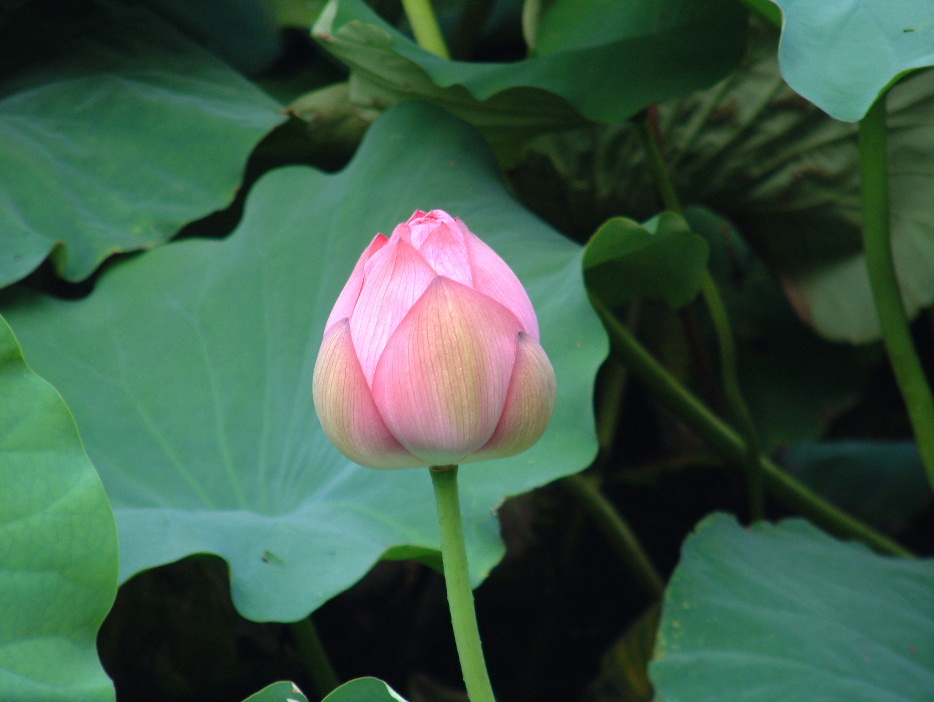
Bouton de fleur de lotus

La réserve naturelle du Khanka (en russe : Ханкайский  государственный  заповедник) est une réserve naturelle (en russe : zapovednik) de la fédération de Russie, située dans la partie sud-ouest du kraï du Primorié.
La réserve a été créée le 28 décembre 1990. Elle occupe une surface de 39 289 ha et comprend les eaux du lac Khanka ainsi que ses rives. Le territoire est divisé en 5 zones isolées. La superficie de chaque section représente en nombre d'hectares :
- partie Pin 375, dont sous eau : 140 ha;
- partie Melgounovski : 300 ha;
- partie Rivière : 12 494 ha
- partie Grue: 9 479 ha;
- partie Marais du diable: 16 641 ha dont 366 ha de forêts (1,0 %).

En avril 1996, les gouvernements de la fédération de Russie et de la république populaire de Chine ont signé un accord portant sur la création d'une réserve naturelle du lac Khanka (dénommé lac Xingkai en langue chinoise). En Russie la réserve a été créée en 2005 et en république populaire de Chine en 2007. Le lac est à cheval sur la frontière entre les deux pays.

## Flore et faune
La réserve se trouve dans l'écorégion des prés boisés et pelouses du lac Khanka et de la Suifen. On y compte 334 espèces d'oiseaux dont 44 espèces figurent parmi les espèces menacées répertoriées dans la livre rouge de Russie et 12 au livre rouge international. Les espèces les plus rares sont la grue du Japon et la grue à cou blanc, l'ibis nippon, la spatule blanche. Le nombre d'oiseaux durant la haute saison de migration (d'avril à octobre) atteint les 2 millions d'individus. La faune des mammifères comprend 29 espèces vivant en permanence dans la réserve, 5 espèces vivant périodiquement et 9 à 10 espèces vivant lors de migrations saisonnières. Dans le lac Khanka, vivent 74 espèces différentes de poissons. Les types de poissons repris dans la livre rouge de Russie sont :
- Carpe noire Mylopharyngodon piceus
- Megalobrama sp.
- Elopichthys bambusa
- Plagiognathops microlepis
- Silurus soldatovi
- Perche chinoise, Siniperca chuatsi

Carte du Primorié. Le lac Khanka à gauche se trouve sur la frontière avec la république populaire de Chine

49 espèces de plantes rares ou en voie de disparition poussent sur le territoire de la réserve (euryale ferox, lotus sacré, Brasenia etc.). Le nombre d'espèces animales est le suivant : invertébrés aquatiques : 533 ; poissons : 75 ; amphibiens : 6 ; reptiles : 7 (dont le longue queue coréen) ; oiseaux : 336 ; mammifères : 43.